# اتو لوئنینگ
اتو لوئنینگ (آلمانی: Otto Luening; ۱۵ ژوئن ۱۹۰۰ – ۲ سپتامبر ۱۹۹۶) موسیقی‌دان، آهنگساز و رهبر ارکستر اهل آلمان و ایالات متحده آمریکا بود.
او از شاگردان فروچیو بوزونی در دانشگاه زوریخ بود و از پیشگامان سبک موسیقی الکترونیک و «موسیقی نواری» محسوب می‌شود.
وی از برندگان کمک‌هزینه گوگنهایم بود.